# زوزانه ریس-پاسر
زوزانه ریس-پاسر (آلمانی: Susanne Riess-Passer؛ زادهٔ ۳ ژانویهٔ ۱۹۶۱) یک سیاست‌مدار اهل اتریش است.